# Laguna Sapi Sapi
La laguna Sapi Sapi es un cuerpo de agua natural ubicada en la ciudad de Nauta, departamento de Loreto, Perú; se caracteriza por ser de aguas oscuras con animales exóticos (especies introducidas) contando con muchos atractivos entre los que se destacan la alimentación a diferentes variedades de especies acuáticas, alquiler de pequeños botes para tener una experiencia única. Se encuentra en el centro de la ciudad siendo una de las pocas que tiene una laguna natural en su área urbana en el Perú. 

## Historia
A mediados del siglo XVIII, los primeros habitantes de Nauta que fueron las tribus yameo y kukama descubrieron la laguna y le usaron como fuente de alimento debido a su gran riqueza, cerca de ese lugar estableció su hogar el cacique fundador del pueblo don Manuel Pacaya Irarica. El nombre (Sapi Sapi) proviene del vocablo Quechua SAPI que significa RAÍZ que se relaciona a la    existencia de raíces de árboles que abundaban en el lugar.
En los años 90, debido a la expansión urbana, el exalcalde Miguel Eduardo Vásquez Dorado mandó a construir como un escenario para eventos; poseía 6 grupos de gradas esparcidos alrededor de la laguna y una plataforma casi en el centro, desde ahí en adelante sirvió como atracción turística debido a su gran vida marina donde se construyeron playas artificiales para la crianza diferente de especies de tortugas y también paiches, arahuanas, lagartos.

### Remodelación[4]
En el año 2019, la municipalidad de Nauta al mando del alcalde Lic. Giampaolo Ossio Rojas Florindez en cooperación con el Gobierno Regional de Loreto anunciaron la obra mejoramiento de la laguna sapi sapi, debido al escándalo de corrupción por parte del gobernador Elisbán Ocho Sosa y la empresa constructora la obra se vio paralizada; en ese lapso salieron denuncias sobre el impacto ambiental.
La población y autoridades locales vieron la situación con mucha preocupación y levantaron su voz de protesta hacia el gobernador.
Se reinauguró en diciembre del 2022 y es uno de los atractivos más importante de la Provincia de Loreto.

## Leyenda
Se dice que en la laguna habita una sirena que cautiva a los pobladores por su belleza.

## Atractivos turísticos
- Aves migratorias que pasan por la región.
- Paiches.
- Reptiles.
- Anfibios.
- Alimentar alas diferentes variedades de especies.
- Playa artificial para la cría de tortugas (quelonios).
- Asimismo, posee una gran variedad de flora autóctona.

### Servicios[14]
- Stand para venta de artesanías.
- Restaurante.
- Bulevar.
- Malocas multiuso.
- Miniparque de diversiones para niños.
- Paseo sobre la laguna. Principalmente para relajarse y observar la vida que alberga el lugar.

## Cómo llegar
Se ubica a solo tres cuadras de la plaza principal de Nauta, se puede llegar allí en mototaxi o caminando.